# Жубринци
Жубринци су насељено место у саставу општине Босиљево, у Карловачкој жупанији, Република Хрватска.

## Историја
До територијалне реорганизације у Хрватској насеље се налазило у саставу бивше велике општине Дуга Реса.

## Становништво
На попису становништва 2011. године, Жубринци су имали 31 становника.